# Max Fitoussi
Max Fitoussi, né le 27 mai 1943 à Tunis, est un ancien joueur tunisien de volley-ball. Il a joué au sein des équipes de l'Union sportive goulettoise et du Club sportif goulettois.
Il intègre l'équipe nationale de Tunisie en 1961 et participe ensuite aux compétitions internationales suivantes :
- 1962 : championnat du monde à Moscou et Kiev
- 1963 : championnat d'Europe occidentale à Bâle
- 1963 : Jeux de l'Amitié à Dakar
- 1963 : Jeux méditerranéens à Naples

En 2017, il fait la promotion du pèlerinage à la synagogue de la Ghriba.